# Jonathan Gray

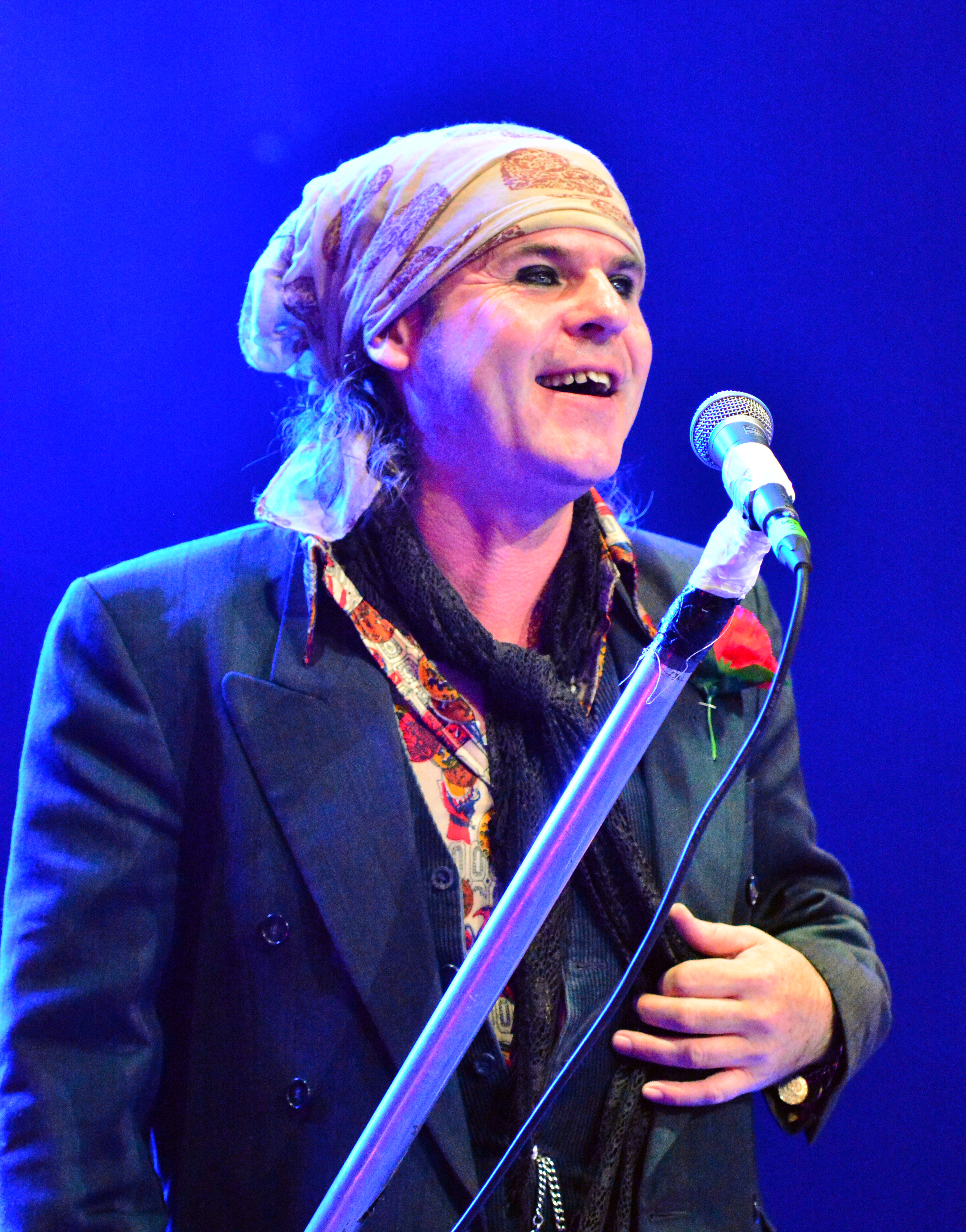
Spike beim Wacken Open Air 2015

Jonathan „Spike“ Gray (oft auch als Spike Gray bezeichnet; * 4. Februar 1968 in Newcastle upon Tyne) war bis März 2022 Sänger der englischen Glam-Metal-Band The Quireboys. Er ist zudem als Solokünstler und in weiteren Projekten aktiv.

## Karriere
Im Alter von 17 Jahren zog Spike von seiner Heimatstadt Newcastle upon Tyne nach London, um dort als Musiker Karriere zu machen. Zunächst arbeitete er dort als Maurer auf einer Baustelle. In einer Bar traf er auf Guy Bailey, mit dem er eine Band namens The Queerboys gründete. Zur Urbesetzung gehörte auch Bassist Nigel Mogg (Neffe von UFO-Sänger Phil Mogg), Schlagzeuger Paul Hornby (später bei The Dogs D’Amour) und Pianist Chris Johnstone. 1987 benannte sich die Band in The Quireboys um, um auf dem Reading Festival spielen zu dürfen. 1990 folgte mit dem Debütalbum A Bit Of What You Fancy der Durchbruch der Band. Sie konnte jedoch nie wieder an diesen Erfolg (Platz 2 in den britischen Charts) anknüpfen. 1993 folgte die Auflösung, ehe sich die Band 2001 endgültig reformierte. Heute leiten Spike und Guy Griffin die Band, die restlichen Mitglieder sind wechselnd.

## Weitere Projekte
- Nach dem Ende der Quireboys 1993 gründete er eine Band namens God's Hotel, die 1997 ihr gleichnamiges Debütalbum veröffentlichte, jedoch danach wieder verschwand.
- 1993 nahm er mit C. C. DeVille von Poison ein Cover des Hank Williams Song Hey Good Lookin’ für den Soundtrack des Filmes Schwiegersohn Junior auf.
- 1995 brachte er das Album Take Out Some Insurance gemeinsam mit Darrel Bath von The Dogs D’Amour heraus. Das Projekt hieß Spike an' Darrell und coverte ausschließlich.
- 1996 brachte er mit Spike and Tyla's Hot Knives das Album Flagrantly Yours heraus. Diesmal war Tyla von Dogs D’Amour mit von der Partie.
- 1998 kam das erste Soloalbum Blue Eyed Soul heraus. Seitdem dauert die Solokarriere an.
- 2007 gründete Spike mit Pete Way (UFO), Chris Slade (u. a. AC/DC) und Gitarrist Robin George die Band Damage Control. Im selben Jahr erschien ein selbstbetiteltes Debütalbum.

## Gastauftritte
Spike hat über die Jahre an vielen Aufnahmen anderer Künstler teilgenommen. Hier eine Auswahl:
- Company Of Wolves – Company Of Wolves(1990)
- L.A. Guns – The Cuts EP
- Gang Bang – EP ohne Name (1997)
- An Industrial Tribute to Judas Priest – Version von Rock Forever mit DJ Webern (2001)
- Covered Dead or Alive – Version von Living in Sin (2001)
- A Tribute to Styx – Version von Lady (2002)
- The Handsome Beasts – Rock & A Hard Place (2007)
- Diamond Dogs – Cookin’ EP (2009)
- Family Tree-Guns N’ Roses – Version von Don't Cry mit Tracii Guns und Gilby Clarke (2009)
- The World's Greatest Tribute to Ted Nugent – Version von Need You Bad (2010)

## Soloalben
- 1998 – Blue Eyed Soul
- 2005 – It's a Treat to Be Alive
- 2008 – So-Called Friends
- 2014 – 100 % Pure Frankie Miller

## Alben mit Quireboys
- 1990 A Bit Of What You Fancy; Recorded Around The World
- 1993 Bitter Sweet & Twisted
- 1995 From Tooting To Barking
- 2000 Lost In Space
- 2001 This Is Rock 'N' Roll
- 2002 Masters Of Rock
- 2003 100 % Live 2002
- 2004 Well Oiled
- 2008 Best Of The Quireboys; Homewreckers & Heartbreakers
- 2009 Halfpenny Dancer
- 2013 Beautiful Curse
- 2014 Black Eyed Sons
- 2015 St. Cecilia And The Gypsy Soul
- 2016 Twisted Love
- 2017 White Trash Blues

## Trivia
Im Jahr 2000 gerieten Spike und der damalige UFO-Gitarrist Michael Schenker in der Newcastle City Hall heftig aneinander. Zuvor hatte Schenker Spike bepöbelt. Spike verprügelte daraufhin Schenker derartig, dass es für diesen schwierig war, seinen Auftritt zu absolvieren.